# Вознесенский фрегат
Вознесенский фрегат, или орлиный фрегат (лат. Fregata aquila) — птица семейства фрегатовые, эндемик небольшого острова Боцмана, соседствующего с островом Вознесения в южной части Атлантического океана.

## Описание
Вознесенский фрегат достигает длины от 89 до 96 см. Размах крыльев 200 см, длинный, вилочковый хвост. Оперение взрослого самца преимущественно чёрное. Голова чёрная с зеленоватым отливом. Имеет сильно увеличенный светло-красный зобный мешок, который раздувается во время токования подобно баллону. Самка тёмно-коричневая с рыжей окраской воротника и груди. Птенцы похожи на самку, однако, их голова белая.

## Распространение
Единственная область гнездования находится на скалистом острове Ботсвайнберд примерно в 305 м к северо-востоку от острова Вознесения.

## Образ жизни
Вознесенский фрегат питается преимущественно летучими рыбами, такими как Cypselurus, Hirundichthys или Exocoetus volitans, которых он ловит у водной поверхности. Только что появившиеся на свет зелёные черепахи (Chelonia mydas) также входят в рацион питания. Время тока не ограничено определённым сезоном, однако, достигает своего апогея в октябре. В кладке одно яйцо.

## Угрозы
До начала XIX-го столетия вознесенский фрегат гнездился также на самом острове Вознесения. С 1815 года кошки и крысы настолько сильно сократили популяцию, что остров Боцмана стал последней областью гнездования. Сегодня основная угроза исходит от ярусного лова. Общая популяция оценивается примерно в 12 000 особей.